# Michiko Shiokawa
Michiko Shiokawa (jap. 塩川 美知子 Shiokawa Michiko; ur. 26 stycznia 1951) – japońska siatkarka. Srebrna medalistka igrzysk olimpijskich w Monachium i mistrzostw świata w piłce siatkowej kobiet w 1970.